# Stefan de Vrij
Stefan de Vrij (n. 5 februarie 1992, Ouderkerk aan den IJssel⁠(d), Ouderkerk, Olanda de Sud, Țările de Jos) este un fotbalist neerlandez care evoluează la clubul italian Internazionale Milano și la echipa națională de fotbal a Țărilor de Jos pe postul de fundaș.

## Goluri internaționale
| # | Data              | Stadion                              | Oponent | Scor | Rezultat | Competiția                                           |
| - | ----------------- | ------------------------------------ | ------- | ---- | -------- | ---------------------------------------------------- |
| 1 | 13 iunie 2014     | Arena Fonte Nova, Salvador, Brazilia | Spania  | 3–1  | 5–1      | Campionatul Mondial de Fotbal 2014                   |
| 2 | 9 septembrie 2014 | Generali Arena, Praga, Cehia         | Cehia   | 1–1  | 1–2      | Preliminariile Campionatului European de Fotbal 2016 |
| 3 | 31 martie 2015    | Amsterdam Arena, Amsterdam, Olanda   | Spania  | 1–0  | 2–0      | Amical                                               |

## Palmares

### Club
Lazio
- Coppa Italia: vice-campion 2014–15
- Supercoppa Italiana: 2017; vice-campion 2015

### Internațional
Țările de Jos
- Campionatul Mondial de Fotbal

Locul 3: 2014
- Campionatul European de Fotbal

Semifinală: 2024